# Karl Nef
Karl Nef (ur. 22 sierpnia 1873 w St. Gallen, zm. 9 lutego 1935 w Bazylei) – szwajcarski muzykolog.

## Życiorys
Brat kompozytora Alberta Nefa. W latach 1891–1896 studiował w konserwatorium w Lipsku u Aloisa Reckendorfa, Juliusa Klengla i Salomona Jadassohna, jednocześnie odbywając studia muzykologiczne u Hermanna Kretzschmara na Uniwersytecie Lipskim. W 1896 roku uzyskał doktorat na podstawie dysertacji Die Collegia musica in der deutschen reformierten Schweiz (wyd. St. Gallen 1897). Od 1897 roku był wykładowcą Uniwersytetu Bazylejskiego, gdzie w 1900 roku obronił habilitację. Od 1912 do 1928 roku wykładał także w konserwatorium w Bazylei. Współpracował z czasopismami „Allgemeine Schweizer Zeitung” (1898–1925) i „Basler Nachrichten” (1897–1925). Od 1898 do 1909 roku był redaktorem „Schweizerische Musikzeitung”. W 1899 roku założył Schweizerische Musikforschende Gesellschaft, w latach 1932–1935 pełnił funkcję jego przewodniczącego.
W swoich badaniach zajmował się historią form instrumentalnych, szczególnie sonaty i suity.

## Wybrane prace
(na podstawie materiałów źródłowych)
- Schriften über Musik und Volksgesang (Berno 1908)
- Einführung in die Musikgeschichte (Bazylea 1920; wyd. ang. Outline of the History of Music 1935)
- Geschichte der Sinfonie und Suite (Lipsk 1921)
- Geschichte unserer Musikinstrumente (Lipsk 1926; nowe wyd. 1949)
- Die neun Sinfonien Beethovens (Lipsk 1928)
- Aufsätze (Bazylea 1936)